# Guilford Township (Illinois)
Die Guilford Township ist eine von 23 Townships im Jo Daviess County im äußersten Nordwesten des US-amerikanischen Bundesstaates Illinois.

## Geografie

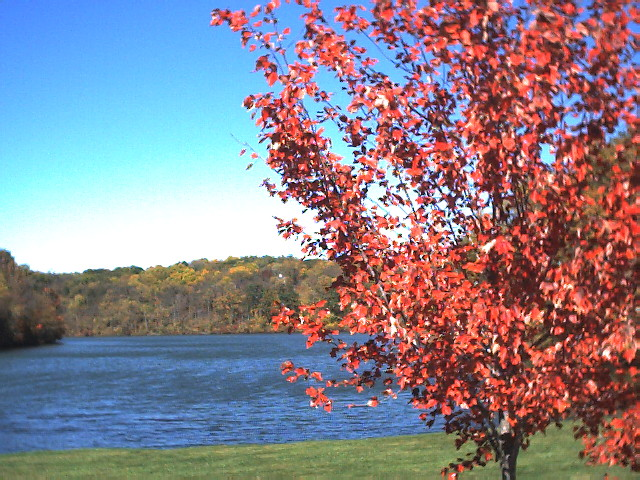
Lake Galena

Die Guilford Township liegt im Nordwesten von Illinois. Die Grenze zu Iowa, die vom Mississippi gebildet wird, befindet sich rund 20 km westlich. Die Grenze zu Wisconsin liegt rund 10 nördlich.
Die Guilford Township liegt auf 42°24′50″ nördlicher Breite und 90°17′24″ westlicher Länge und erstreckt sich über 96,72 km², die sich auf 96,24 km² Land- und 0,48 km² Wasserfläche verteilen. Im Westen der Township befindet sich der Lake Galena, ein Stausee des Smallpox Creek, dessen Staumauer sich in der benachbarten East Galena Township befindet.
Die Guilford Township grenzt innerhalb des Jo Daviess County im Nordwesten an die Council Hill Township, im Nordosten an die Scales Mound Township, im Osten an die Thompson Township, im Südosten an die Woodbine Township, im Süden an die Elizabeth Township, im Südwesten an die Rice Township und im Westen an die East Galena Township.

## Verkehr
Mit Ausnahme eines sehr kurzen Abschnitts des U.S. Highway 20 im Südwesten existieren in der Guilford Township keine überregionalen Fernstraßen. Die Township wird von einer Reihe teils unbefestigten County Roads und anderen untergeordneten Straßen durchzogen. 
Die nächstgelegene Flugplätze sind der rund 50 km westlich in Iowa gelegene Dubuque Regional Airport und der rund 45 km nördlich in Wisconsin gelegene Platteville Municipal Airport.

## Bevölkerung
Bei der Volkszählung im Jahr 2010 hatte die Township 1206 Einwohner. Die Bevölkerung der Township lebt überwiegend in der Streusiedlung The Galena Territory.